# Pseudophysocephala brevipetiolata
Pseudophysocephala brevipetiolata är en tvåvingeart som beskrevs av Camras 1962. Pseudophysocephala brevipetiolata ingår i släktet Pseudophysocephala och familjen stekelflugor.
Artens utbredningsområde är Kongo. Inga underarter finns listade i Catalogue of Life.